# Château de la Raimbaudière
Le château de la Raimbaudière est situé sur la commune de Thourie en Ille-et-Vilaine.
Il a été la propriété de l'explorateur Auguste Pavie.